# Rally Cataluña de 1983
El Rally Cataluña de 1983, oficialmente 19º Rallye Catalunya-14º Rally de las Cavas, fue la edición decimonovena, la dieciséis ronda de la temporada 1983 del campeonato de España y del Campeonato de Europa. Se celebró entre del 21 al 23 de octubre de ese año. El rally fue ganado por el italiano Adartico Vudafieri a bordo de un Lancia 037 Rally, segundo fue Genito Ortiz con un Renault 5 Turbo y tercero el belga Patrick Snijers con un Porsche 911 SC. Ese año el RACC invitó a la escudería italiana Jolly Club con la intención de mejorar la calidad de la lista de inscritos, por lo que el piloto italiano Vudafieri, a la postre vencedor, compitió contra los pilotos españoles, como Genito Ortiz que peleaba por hacerse con el campeonato de España, o Antonio Zanini, y el belga Snijers que también acudió a la cita.

## Clasificación final
| Pos.                 | Piloto             | Copiloto               | Automóvil            | Tiempo   | Diferencia |
| General              | General            | General                | General              | General  | General    |
| -------------------- | ------------------ | ---------------------- | -------------------- | -------- | ---------- |
| 1.                   | Adartico Vudafieri | Tiziano Siviero        | Lancia 037 Rally     | 3:25’04” | -          |
| 2.                   | Genito Ortiz       | Ramón Mínguez          | Renault 5 Turbo      | 3:28’54” | +3’50”     |
| 3.                   | Patrick Snijers    | Lambert Peeters        | Porsche 911 SC       | 3:30’22” | +5’18”     |
| 4.                   | Juan Carlos Oñoro  | José Luis López Orozco | Opel Manta 400       | 3:31’17” | +6’13”     |
| 5.                   | Antonio Zanini     | Perico García          | Talbot Sunbeam Lotus | 3:32’14” | +7’10”     |
| 6.                   | Joan Bayó          | Joan Molina            | Talbot Sunbeam Lotus | 3:42.20  | +17’16”    |
| 7.                   | René Sarrazin      | Christian Revelin      | Renault 5 Turbo      | 3:42.48  | +17’44”    |
| 8.                   | Carles Santacreu   | Antonio Santacreu      | Opel Ascona 2000i    | 3:48.57  | +23’53”    |
| 9.                   | Salvador Serviá    | Jordi Sabater          | Ford Escort XR3      | 3:49.43  | +24’39”    |
| 10.                  | Ricardo Muñoz      | Joaquín Verdegay       | Citroën Visa Trophee | 3:52.15  | +27’11”    |
| Campeonato de España |                    |                        |                      |          |            |
| 1. (2.)              | Genito Ortiz       | Ramón Mínguez          | Renault 5 Turbo      | 3:28’54” | -          |
| 2. (4.)              | Juan Carlos Oñoro  | José Luis López Orozco | Opel Manta 400       | 3:31’17” | +2:23      |
| 3. (5.)              | Antonio Zanini     | Perico García          | Talbot Sunbeam Lotus | 3:32’14” | +3:20      |
| 4. (6.)              | Joan Bayó          | Joan Molina            | Talbot Sunbeam Lotus | 3:42.20  | +17’16”    |
| 5. (8.)              | Carles Santacreu   | Antonio Santacreu      | Opel Ascona 2000i    | 3:48.57  | +23’53”    |
| 6. (9.)              | Salvador Serviá    | Jordi Sabater          | Ford Escort XR3      | 3:49.43  | +24’39”    |
| 7. (10.)             | Ricardo Muñoz      | Joaquín Verdegay       | Citroën Visa Trophee | 3:52.15  | +27’11”    |

| Predecesor: Antibes 1983 | ERC 1983 | Sucesor: Algarve 1983 |